# Ejército de Tennessee (confederado)
El Ejército de Tennessee, creado el 20 de noviembre de 1862, fue el principal Ejército de la Confederación presente entre los montes Apalaches y el río Misisipi durante la guerra de Secesión.

## Orígenes
El Ejército de Tennessee proviene de la reunión del Ejército de Kentucky con una parte del Ejército del Mississippi. Originalmente contaba con unos efectivos de 47.000 hombres, repartidos en tres Cuerpos de Ejército de infantería más una División de Caballería.

## Campañas
Estuvo al mando desde el momento de su creación del general Braxton Bragg, y se enfrentó con el Ejército del Cumberland del Ejército de la Unión al mando de William S. Rosecrans en la batalla de Stones River (llamada Murfreesboro por los confederados) el 31 de diciembre de 1862, a raíz de la cual el Ejército de Tennessee se vio obligado a batirse en retirada hacia Tullahoma, situada cuarenta kilómetros más al sur.
Cuando Rosecrans pasó a la ofensiva, durante el verano de 1863 (ofensiva conocida con el nombre de Campaña de Tullahoma) las fuerzas de la Unión obligaron a Braxton Bragg a retroceder hacia el norte del estado de Georgia, abandonando así el control del importante nudo ferroviario de Chattanooga. No obstante, en septiembre del mismo año, tras haber recibido el refuerzo del Cuerpo de Ejército del teniente general James Longstreet, procedente del Ejército de Virginia septentrional, el ejército del Tennessee estaba en disposición de infligir una dura derrota a las tropas de Rosecrans, como efectivamente se produjo en Chickamauga, lo que permitió a Braga establecer el sitio de Chattanooga. Pero el Ejército del Cumberland también recibió, a su vez, refuerzos: el Ejército del Tennessee, su homónimo en las filas del Ejército de la Unión, al mando del general Ulysses S. Grant, acompañado por el II Cuerpo de Ejército del Ejército del Potomac, al mando del mayor general Joseph Hooker.
El 25 de noviembre, ambos ejércitos se enfrentaron en la batalla de Chattanooga (o batalla de Missionary Ridge), en la que los confederados tuvieron que soportar su derrota, derrota que comportó el abandono del sitio de Chattanooga y la retirada hacia el norte de Georgia.

### Relevo de Bragg
Bragg fue relevado de su mando como consecuencia de esta grave derrota, confiándose el mando al general Joseph E. Johnston, que era más apreciado por la tropa y por los oficiales que su predecesor. Durante la campaña de Atlanta, en 1864, Johnston tuvo que enfrentarse con los ejércitos reunidos del Ejército de la Unión al mando del general William T. Sherman, cuyo objetivo era la conquista de la ciudad de Atlanta. Johnston, que sabía por experiencia que la supervivencia de su Ejército (formado por dos cuerpos de infantería más otro cuerpo de caballería, además de haber recibido en mayo de 1864 los restos del Ejército del Misisipi) era más importante que la defensa de un territorio, evitó siempre el contacto directo con el ejército de Sherman mediante la utilización de retiradas bien planificadas y conducidas, lo que sin embargo no era apreciado por el Gobierno confederado establecido en Richmond, y especialmente por el presidente, Jefferson Davis, que no había mantenido nunca relaciones cordiales con Johnston. Tras la victoria de Sherman en el río Chattahoochee, que obligó al Ejército de la Confederación a retirarse hacia Atlanta, Johnston fue relevado de su mando, siendo reemplazado por el general John Bell Hood el 18 de julio de 1864.
La forma en que Hood ejerció el mando del Ejército resultó ser desastrosa para la Confederación. Tras numerosas tentativas, todas ellas infructuosas, de forzar a las tropas federales de Sherman a retirarse de la zona de la ciudad de Atlanta, el 2 de septiembre de 1864 la ciudad fue ocupada por las tropas de la Unión. Entonces Hood, en lugar de continuar combatiendo contra Sherman, se retiró hacia el oeste (es decir, hacia el norte de Tennessee), lo que permitió a Sherman encaminarse hacia el sur, en lo que se ha denominado la Marcha hacia el mar). Durante ese tiempo Hood intentaba esquivar en Tennessee al Ejército del Cumberland, al mando del mayor general George Thomas, y al Ejército del Ohio a cuyo frente se encontraba el mayor general John Schofield. El 30 de noviembre de 1864, Hood, en la batalla de Franklin, fue aplastado por el Ejército (aunque era menos numeroso), de Schofield, perdiendo en esta derrota casi la cuarta parte de sus efectivos, aunque continuó avanzando hacia el norte, hacia el centro de Tennessee, donde intentó el sitio de la ciudad de Nashville. El 15 de diciembre las tropas de la Unión al mando de Thomas se lanzaron al ataque, aniquilando casi por completo al Ejército confederado del Tennessee, en la batalla de Nashville.
Hood se batió en retirada en dirección a Tupelo, Misisipi, dimitió de su mando el 23 de enero de 1865 y solicitó igualmente que se le restituyese su grado de teniente general.
De resultas de todo ello, el Ejército confederado del Tennessee dejó de ser una fuerza de combate efectiva. Quedó pues incorporada a un Ejército mayor, al mando del general Joseph E. Johnston, la cual incluía no sólo al Ejército del Tennessee, sino también a tropas de Carolina del Sur, de Carolina del Norte, de Georgia e incluso de Florida, reuniendo a un total de 200.000 hombres.
La capitulación del Ejército de Virginia septentrional al mando de Robert E. Lee precipitó a su vez la capitulación del Ejército del Tennessee, lo que finalmente se llevó a cabo ante las tropas de Sherman el 26 de abril de 1865 en Durham Station, en el estado de Carolina del Norte.

### Comandantes
| Commandant                            | De                      | A                      |
| ------------------------------------- | ----------------------- | ---------------------- |
| Gen. Braxton Bragg                    | 20 de noviembre de 1862 | 2 de diciembre de 1863 |
| Lt. Gen. William J. Hardee (Temporal) |                         |                        |
| Gen. Joseph E. Johnston               | 27 de diciembre de 1863 | 18 de julio de 1864    |
| Gen. John Bell Hood                   | 18 de julio de 1864     | 23 de enero de 1865    |
| Lt. Gen. Richard Taylor (Temp)        |                         |                        |
| Gen. Joseph E. Johnston               | 25 de febrero de 1865   | 26 de abril de 1865    |

### Principales batallas y campañas
Se indica seguidamente una relación de las principales batallas y campañas en las que participó el Ejército del Tennessee, indicando igualmente quién era en ese momento el comandante en jefe del Ejército:
- Batalla de Stones River (Bragg)
- Batalla de Chickamauga (Bragg)
- Batalla de Chattanooga (Bragg)
- Campaña de Atlanta (Johnston, y luego Hood)
- Campaña de Franklin-Nashville (Hood)
  - Batalla de Franklin
  - Batalla de Nashville
- Campaña de las Carolinas (Johnston)